# Эшбах, Андреас
Андре́ас Э́шбах (нем. Andreas Eschbach; род. 15 сентября 1959, Ульм) — немецкий писатель-фантаст.

## Биография
Учился в Штутгартском университете, где изучал авиационную и космическую технику, но обучение не закончил. Затем работал программистом. Позднее стал успешным писателем. 
С 2003 года живёт со своей второй женой, Марианной Эшбах, в Бретани.
Автор многих научно-фантастических романов, практически все переведены на русский язык, по некоторым из них сняты фильмы: например, «Видео Иисуса».
Многократный лауреат премии Курда Лассвица.

## Книги
- 1995 — Die Haarteppichknüpfer / Ткачи ковров из женских волос[нем.] ISBN 0-7653-0593-3
- 1996 — Солнечная станция[нем.] — 2003 г. изд. АСТ
- 1998 — «Видео Иисуса[нем.]» пер. Татьяны Набатниковой. — М.: Захаров, 2004, 2007
- 1999 — Kelwitts Stern / Звезда Кельвитов[нем.], ISBN 3-7951-1624-4
- 2001 — Один триллион долларов[нем.] пер. Т. А. Набатниковой. — М.: Захаров, 2006. — 715 с. — (Серия «Европейский триллер»). — ISBN 5-8159-0572-0
- 2003 — Железный человек[нем.] / Пер. с нем. Т. А. Набатниковой. — М.: Захаров, 2006. — 285 с. — (Серия «Европейский триллер»). — ISBN 5-8159-0609-3
- 2003 — Экспоненциальный дрейф[нем.] — 2008 изд. Захаров
- 2005 — Нобелевская премия[нем.]. — М.: «Захаров», 2007
- 2007 — Выжжено[нем.]. — М.: «Захаров», 2008
- 2009 — Ein König für Deutschland / Король для Германии[нем.]
- 2011 — Квантовый мусор. — М.: Издательский дом «Любимая книга»
- 2013 — Todesengel  / Ангел смерти[нем.]. ISBN 978-3-7857-2481-1
- 2014 — Der Jesus-Deal/ Дело Иисуса[нем.] (2014), ISBN 978-3-431-03900-9
- 2016 — Teufelsgold / Золото дьявола[нем.] — 2016г. ISBN 978-3-7857-2568-9
- Аквамарин[нем.] — 2015 г.
- 2018 — NSA — Nationales Sicherheits-Amt / Управление национальной безопасности NSA[нем.] — 2018г. ISBN 978-3-7857-2625-9

## Романы
- 2002 - Идеальная копия: второе творение - 2006г. изд Гелеос
- 2004 - Особый дар - 2005 изд. Гелеос

## Антологии
2007 -Триллион евро — антология европейской фантастики, автор составитель М. : «Захаров», 2007.